# Floculant de piscine
Un floculant est un polymère (c'est-à-dire une longue molécule constituée par la répétition d'un motif de base) qui emprisonne les matières colloïdales agglomérées et forme ainsi des flocons volumineux qui se déposent par sédimentation et peuvent être plus facilement arrêtés par les filtres.
Dans le cadre du traitement des eaux usées, ceux-ci sont généralement des copolymères d'acrylamide et d'acide acrylique ou encore des polyacrylamides.

## Filtre à sable des piscines
Pour les « filtre à sable » des piscines, le floculant sert à améliorer la capacité de filtration des petites particules. L’efficacité maximale est obtenue lorsque le sable du filtre est nettoyé régulièrement et correctement, mais aussi s'il est remplacé régulièrement pour compenser l'usure du sable.
Il existe deux types de floculant :
- le floculant de bassin est versé directement dans le bassin, lorsque l'eau contient des particules en suspension[3], ce qui témoigne d'un manque d'efficacité de la filtration ;
- le floculant du filtre[4], est placé dans le skimmer[5].

Attention : Un excès de floculant aura pour effet de colmater les pores du filtre à sable et d'en atténuer fortement l'efficacité. Dans ce cas la seule solution est de nettoyer complètement le sable du filtre, voire de le remplacer.